# Nezdice na Šumavě
Nezdice na Šumavě település Csehországban, a Klatovyi járásban. Nezdice na Šumavě Strašín, Nicov, Kašperské Hory, Sušice és Žihobce településekkel határos. Lakosainak száma 335 fő (2024. január 1.).

## Népesség
A település lakosságának változását az alábbi diagram mutatja:
| Lakosok száma | 1778 | 2036 | 2083 | 1036 | 641  | 296  | 318  | 325  | 323  | 335  |
|               | 1869 | 1900 | 1921 | 1961 | 1980 | 2011 | 2016 | 2019 | 2021 | 2024 |